# Верх-Сыга
Верх-Сыга — деревня в Кезском районе Удмуртской республики.

## География
Находится в северо-восточной части Удмуртии на расстоянии приблизительно 5 км на запад по прямой от районного центра поселка Кез.

## История
Известна с 1719 года как починок Вверх Сыги против Большаго Полому, в 1722 году здесь был учтен 1 двор, в 1873 (уже Верх-Сыгинской или Пышыр) — 16, в 1905 (уже деревня Верх-Сыгинская или Пышъир) — 40, в 1924 (Сыга Верхняя) — 27. Настоящее название утвердилось с 1935 года. До 2021 года входила в состав Ключевского сельского поселения.

## Население
Постоянное население составляло 4 мужчин (1719), 8 (1748), 121 житель (1873),295 (1905), 220 (1924, все удмурты), 114 человек в 2002 году (удмурты 91 %), 97 в 2012.